# Mañaria
Mañaria – gmina w Hiszpanii, w prowincji Biskaja, w Kraju Basków, o powierzchni 17,55 km². W 2011 roku gmina liczyła 507 mieszkańców.